# 蔡永昆
蔡永昆（1928年12月—），男，汉族，贵州仁怀人，中国药物化学家，曾任国家医药管理局副局长，中国药学会理事。